# PGO・PMX50
PMX50とは、かつてPGOが製造販売していたスクーターである。

## 概要
- 49ccクランクケースリードバルブ方式の2サイクルエンジンを搭載した原付一種スクーターである。
- 12インチホイールを採用した腰高なオフロード・モタードをイメージしたデザインである。
- 通常バージョンのPMX50 Sportと、バーハンドル仕様のPMX50 Naked、カーボン仕様のPMX50 Naked Carbonがある。
- 年式により複数の仕様が存在し、フロントブレーキ、フロントフォーク、駆動系の仕様が若干異なる。通称「台湾仕様」とフロント周りの仕様が違う「フランス仕様」があり、フランス仕様には駆動系のセッティングが見直されタンクが樹脂になった「後期型」が存在する。

2007年に自動車排出ガス規制により生産終了。また同一フレームに110ccエンジンを搭載したPGO・PMX110という兄弟車がかつては存在したが、2008年秋に同じく排出ガス規制のため生産が終了した。

## 諸元
- 全長:1,807mm
- 全幅:637mm
- 全高:1,116mm/1,173mm
- 乾燥重量:87.0kg/92.0kg
- エンジン形式:空冷2サイクル単気筒
- 総排気量:49cc
- 変速機形式:CVT
- 内径x行程:40.0mmx39.2mm
- 圧縮比:6.8:1
- 始動方式:セル・キック併用
- 最大出力:4.9PS/7,000rpm
- 最大トルク:0.5kg-m/6,500rpm
- 燃料タンク容量:5.1L
- ブレーキ:前：油圧ディスク（径190mm）/後：ドラム
- タイヤサイズ:F:120/70-12 R:130/70-12（Sport）/F:120/70-12 R:130/90-10（Naked）